# Able to Love
Able to Love is een nummer van de Italiaanse dj Benny Benassi als Benny Benassi presents "the Biz" uit 2003. Het is de tweede single van zijn debuutalbum Hypnotica.
De beat van het nummer is een geremixte versie van de beat uit Benassi's vorige hit Satisfaction. "Able to Love" was minder succesvol dan "Satisfaction". Het behaalde in de Nederlandse Top 40 een bescheiden 36e positie en Dancesmash op Radio 538, terwijl in de Vlaamse Ultratop 50 de 38e positie werd gehaald.